# Spermophilus brevicauda
Spermophilus brevicauda е вид бозайник от семейство Катерицови (Sciuridae).

## Разпространение
Видът е разпространен в Казахстан и Китай (Синдзян).